# Epitaciolândia
Epitaciolândia, amtlich Município de Epitaciolândia, ist eine Kleinstadt im Südosten des brasilianischen Bundesstaates Acre.
Die Gemeinde hatte nach der Volkszählung 2022 18.757 Einwohner, die Epitaciolandenser genannt werden. Die Einwohnerzahl wurde nach der Schätzung des IBGE von 2024 auf 19.739 Bewohner berechnet. Die Fläche beträgt 1652,674 km², die Bevölkerungsdichte 11,3 Personen pro km². Die Entfernung zur Hauptstadt Rio Branco beträgt 243 km. Der Ort ist Grenzstadt zu Bolivien.
Mit den Städten Cobija in Bolivien im Westen und Brasiléia im Norden bildet es eine Konurbation.

## Namensherkunft
Der Ort ist nach dem ehemaligen brasilianischen Präsidenten Epitácio Pessoa benannt, zunächst als Vila Epitaciolândia.

## Geographie
Epitaciolândia liegt im Amazonasbecken,  das Biom ist Amazonas-Regenwald, bekannt als Amazônia.
Angrenzende Städte sind Xapuri im Norden und Brasiléia, mit denen Epitaciolândia zusammen mit Assis Brasil von 1989 bis 2017 die Mikroregion Brasileia bildete, diese wiederum bildete mit den Mikroregionen Rio Branco und Sena Madureira die Mesoregion Vale do Acre.

## Geschichte
1992 erfolgten in der Amtszeit des Gouverneurs Edmundo Pinto zehn Stadtgründungen. Zu Epitaciolândia fand am 13. April 1992 eine Volksabstimmung ab, die zur Verleihung der Stadtrechte am 28. April 1992 führte. Durch das Staatsgesetz Lei Estadual n.º 1.061 vom 9. Dezember 1992 wurden die Gemeindegrenzen neu festgelegt und die neue Gemeinde aus Gebietsteilen von Brasiléia und Xapuri gebildet. Die Installation (eigentliche Emanzipation) fand am 1. Januar 2003 statt.

## Kommunalpolitik
Stadtpräfekt war nach der Kommunalwahl 2016 für die Amtszeit 2017 bis 2020 João Sebastião Flores da Silva, genannt Tião Flores, von dem Partido Socialista Brasileiro (PSB), der seinen Amtsvorgänger André Luiz Pereira Hassem vom Partido da Social Democracia Brasileira (PSDB) ablöste. Tião Flores wurde bei der Kommunalwahl 2020 durch Sergio Lopes de Souza, genannt Delegado Sergio Lopes, des Partido da Social Democracia Brasileira (PSDB) für die Amtszeit von 2021 bis 2024 abgelöst.
| Name                        | Zeitraum  |
| --------------------------- | --------- |
| José Ronald Pessoa Pereira  | 1993–1996 |
| Luizinho Hassem             | 1997–1999 |
| Sebastião Flores            | 1999–2000 |
| Sebastião Flores            | 2001–2004 |
| José Ronaldo Pessoa Pereira | 2005–2008 |
| José Ronaldo Pessoa Pereira | 2009–2012 |
| André Hassem                | 2013–2016 |
| Sebastião Flores            | 2017–2020 |
| Sergio Lopes de Souza       | 2021–     |

Die Legislative liegt bei einem 13-köpfigen Stadtrat, den vereadores, der Câmara Municipal.

## Demografie

### Bevölkerungsentwicklung
| Jahr | Einwohner | Stadt  | Land  |
| --- | --------- | ------ | ----- |
| 2000 | 11.028    | 7.404  | 3.624 |
| 2010 | 15.126    | 10.622 | 4.504 |
| 2021 | 18.979    | ?      | ?     |
| Hier fehlt eine Grafik, die im Moment aus technischen Gründen nicht angezeigt werden kann. Wir arbeiten daran! |           |        |       |

Quelle: IBGE (2011)

### Ethnische Zusammensetzung
Ethnische Gruppen nach der statistischen Einteilung des IBGE (Stand 2000 mit 11.028 Einwohnern, Stand 2010 mit 15.100 Einwohnern):
| Gruppe      | Anteil 2000     | Anteil 2010          | Anmerkung                        |
| ----------- | --------------- | -------------------- | -------------------------------- |
| Brancos     | 2.549 (23,11 %) | ▲ 3.213 (21,28 %) ▼  | Weiße, Nachfahren von Europäern  |
| Pardos      | 7.362 (66,76 %) | ▲ 10.681 (70,74 %) ▲ | Mischrassige, Mulatten, Mestizen |
| Pretos      | 1.094 (9,92 %)  | ▼ 804 (5,32 %) ▼     | Schwarze                         |
| Amarelos    | 5 (0,04 %)      | ▲ 282 (3,33 %) ▲     | Asiaten                          |
| Indígenas   | 5 (0,05 %)      | ▼ 0 (0,00 %) ▼       | indigene Bevölkerung             |
| ohne Angabe | 12              | –                    |                                  |